# Axymyiidae
Famille
Axymyiidae  est une famille d'insectes diptères.

## Genres et espèces
Selon Catalogue of Life (27 mai 2013), la famille Axymyiidae compte trois genres et six espèces :
- Axymyia
  - Axymyia furcata
  - Axymyia japonica
- Mesaxymyia
  - Mesaxymyia kerteszi
  - Mesaxymyia stackelbergi
- Protaxymyia
  - Protaxymyia melanoptera
  - Protaxymyia sinica